# دراغان تودوريتش
دراغان تودوريتش (بالصربية: Драган Тодорић) مواليد 27 يوليو 1954 في كرالييفو، جمهورية صربيا الاشتراكية، هو لاعب كرة سلة صربي سابق. بدأ مسيرته الاحترافية في سنة 1967. حقق المركز الأول في ألعاب البحر الأبيض المتوسط 1975. اعتزل اللعب في 1985.

## الميداليات
| الميدالية | المسابقة                        |
| --------- | ------------------------------- |
| ذهبية     | ألعاب البحر الأبيض المتوسط 1975 |